# Озерянка (Житомирский район)
Озеря́нка (укр. Озерянка) — село на Украине, находится в Житомирском районе Житомирской области.
Код КОАТУУ — 1822085301. Население по переписи 2001 года составляет 576 человек. Почтовый индекс — 12463. Телефонный код — 412. Занимает площадь 2,581 км².

## История
В 1946 году указом ПВС УССР село Татарновка переименовано в Озерянку.

## Адрес местного совета
12463, Житомирская область, Житомирский р-н, с. Озерянка, ул. Пушкина, 3